# Club Universidad Nacional
O Club Universidad Nacional A.C., mais conhecido como Pumas UNAM ou simplesmente Pumas, é um clube de futebol mexicano.

## História
Fundado em 28 de agosto de 1954, na Cidade do México. Manda seus jogos no Estádio Olímpico Universitário, com capacidade para 63 mil pessoas. Já ganhou 7 Campeonatos Mexicanos, 1 Copa do México, 3 Copas dos Campeões da CONCACAF, 1 Copa Interamericana. Em 2005, ficou em 2º lugar na Copa Sul-Americana. Representa a Universidade Nacional Autónoma de México (UNAM) e é administrado por um conselho constituído por diversas personalidades universitárias e empresários. De acordo com vários estudos publicados, é a quinta maior torcida do México. Junto a Club América, Chivas Guadalajara e Cruz Azul, é considerado como um dos "4 grandes" do futebol mexicano. A rivalidade entre o Club América e o Pumas UNAM, também chamado por alguns meios de comunicação como o "Clássico Capitalino" é um dos mais fortes rivalidades entre dois dos quatro times mais populares (UNAM, Chivas Guadalajara, Club América e Cruz Azul) do México, jogo entre duas das três equipes que representam a Cidade do México da área metropolitana na Primeira Divisão e uma das partes mais importantes do futebol mexicano.Vale ressaltar que a Universidade é o clube que possui mais jogadores marcando líderes no México e tem sido historicamente reconhecido como o melhor peneira do país, como as suas categorias de base têm participado em torneios internacionais em Viareggio, Itália e em Dallas, Texas. Podemos dizer que a imagem da Universidade Nacional Autônoma do México é da equipe que não só exporta mais jogadores para outros clubes no México, e sim, o clube mexicano que mais enviou jogadores "domésticos" para outros países como: Hugo Sanchez, Luis García, Alberto García Aspe, Manuel Negrete, Luis Flores, Jorge Campos, Gerardo Torrado, Hector Moreno, Pablo Barrera e Efrain Juarez.

## Escudo
O escudo representa os esportistas da casa máxima de estudos que reúne em uma única expressão vários elementos, além de simbolizar apenas a cabeça de um puma. Os olhos e o nariz do puma formam uma figura abstrata que representa o "U" da Universidade, enquanto, junto com a linha da boca, dão a aparência de uma xícara, a representação máxima do triunfo.
A silhueta que emoldura o puma é um triângulo com cantos arredondados (chanfrados) formado por três círculos adjacentes, que representam as três tarefas fundamentais da UNAM: ensino, pesquisa e disseminação da cultura. As curvas da parte inferior dos olhos do puma também são desenhadas tendo um dos círculos como guia.
Vale destacar a síntese dos diferentes conceitos utilizados no logotipo, resultando em uma imagem contundente e de grande simplicidade, utilizando a geometria tanto em sua execução quanto na representação dos ideais fundamentais da UNAM, instituição da qual fazem parte os departamentos que o utilizam. O brasão foi criado em 19 de abril de 1974 por Manuel Andrade.

## Rivalidades

### América
A rivalidade com o Club América, comparada com as outras, é bastante antiga e começou na década de 1960, quando o Universidad ganhou sua promoção. O simples fato de ambos os clubes estarem localizados na Cidade do México gerou a atmosfera certa para ver uma rivalidade nascer e crescer. Alguns anos depois, o Club América comprou o ídolo do Pumas UNAM, Enrique Borja, apesar de o jogador ter declarado publicamente que não queria ser vendido ao Club América. Na década de 1980, a rivalidade cresceu quando o Club América derrotou o Universidad duas vezes nas finais da liga, ambas com decisões polêmicas da arbitragem. A década de 1990 começou com uma "vitória" do Pumas sobre o rival nas finais da liga, embora na verdade tenha sido um empate; o jogo de ida foi perdido por 3 a 2, e apenas o jogo de volta foi vencido por 1 a 0. O placar agregado foi de 3 a 3, mas o Pumas UNAM marcou dois gols como visitante, o que lhe deu a vantagem. Uma nova geração de jogadores das categorias de base cresceu odiando seus adversários; essa década também é marcada pelo nascimento do Las Barras Bravas, que apoiava os dois times, mas tinha uma história de rivalidade muito mais longa. Essa rivalidade é frequentemente mencionada como a mais violenta do México, com medidas de segurança que excedem as de qualquer outro jogo. O clássico entre os dois é chamado de Clásico Capitalino.

### Cruz Azul
A rivalidade com o Cruz Azul se deve ao fato de que os dois clubes estão localizados na Cidade do México e já disputaram muitas partidas importantes, incluindo duas finais da liga. Recentemente, o nome desse jogo é "Clásico Metropolitano" ou "Derby central", porque as duas equipes nasceram em estados que estão na parte central do México.

### Clássico Universitário
Pumas UNAM e Leones Negros são velhos rivais. Os dois clubes são rivais históricos devido ao fato de terem sido fundados por universidades rivais. Um dos principais confrontos entre esses dois clubes foi na final da Primera División de 1976-77, quando o Pumas UNAM venceu o Leones Negros e conquistou seu primeiro título. Mas, com o passar dos anos, a rivalidade diminuiu devido ao declínio do Leones Negros, que foi rebaixado para a Segunda Divisão.

## Títulos
| INTERCONTINENTAIS | INTERCONTINENTAIS                | INTERCONTINENTAIS | INTERCONTINENTAIS                                          |
|                   | Competição                       | Títulos           | Temporadas                                                 |
| ----------------- | -------------------------------- | ----------------- | ---------------------------------------------------------- |
|                   | Copa Interamericana              | 1                 | 1980                                                       |
| CONTINENTAIS      |                                  |                   |                                                            |
|                   | Competição                       | Títulos           | Temporadas                                                 |
|                   | Liga dos Campeões da CONCACAF    | 3                 | 1980, 1982 e 1989                                          |
| NACIONAIS         |                                  |                   |                                                            |
|                   | Competição                       | Títulos           | Temporadas                                                 |
| México            | Campeonato Mexicano              | 7                 | 1976-77, 1980-81, 1990-91, 2004-C, 2004-A, 2009-C e 2011-C |
| México            | Copa do México                   | 1                 | 1974-75                                                    |
| México            | Campeón de Campeones             | 2                 | 1975 e 2004                                                |
| México            | Campeonato Mexicano - 2ª Divisão | 1                 | 1961-62                                                    |

LEGENDAS:
 Campeão Invicto
(A): Torneio Apertura
(C) Torneio Clausura

## Campanhas de destaque
- Copa Interamericana: 2º lugar - 1989
- Copa dos Campeões da CONCACAF: 2º lugar - 1978, 2005, 2022
- Copa Sul-Americana: 2º lugar - 2005

## Elenco
- Atualizado em 25 de julho de 2025[4]

Legenda
- : Capitão

## Uniformes

### Uniformes dos jogadores
| 1º Uniforme | 2º Uniforme |

### Uniformes anteriores
- 2017-18

| 1º Uniforme | 2º Uniforme | 3º Uniforme |  |

- 2016-17

| 1º Uniforme | 2º Uniforme | 3º Uniforme |  |

- 2015-16

| 1º Uniforme | 2º Uniforme | 3º Uniforme |  |

- 2014-15

| 1º Uniforme | 2º Uniforme | 3º Uniforme |  |

- 2013-14

| 1º Uniforme | 2º Uniforme | 3º Uniforme |  |

- 2012-13

| 1º Uniforme | 2º Uniforme | 3º Uniforme |  |

- 2011-12

| 1º Uniforme | 2º Uniforme | 3º Uniforme |  |

- 2010-11

| 1º Uniforme | 2º Uniforme | 3º Uniforme |  |

- 2009-10

| 1º Uniforme | 2º Uniforme | 3º Uniforme |  |